# Juanoncho y Sinforoso
Juanoncho y Sinforoso es una franquicia de medios y un universo compartido, centrada en una serie de telenovelas producidas independientemente por TeleArte E&P (Eventos & Producciones) y basadas en los personajes que aparecen en los teatros y lugares concurridos en la década de 1990 
Además Juanoncho y Sinforoso son personajes cómicos ficticios creados y protagonizados por Fernando (Nando) Chávez en un tenor costumbrista del oriente boliviano, marcados por un tono jocoso y bien sardónico, para así retratar la realidad político-social de la parte oriental de Bolivia.
Estos personajes se hicieron famosos a mediados de los 80 en los teatros y presentaciones al aire libre en los departamentos de Beni y Santa Cruz, tanto fue el éxito logrado, que emigraron a la pantalla chica a finales de los 80 bajo guion y dirección del mismo Nando Chávez.
Una serie de telenovelas/comedias producidas por TeleArte desde aquel entonces, exponen las historias de Juanoncho 'El opa' y Sinforoso 'El coto 'e lata'.
El Opa Juanoncho presenta un tipo de retraso que es la excusa para que diga las cosas sin pelos en la lengua de forma mordaz divertida y muy ocurrente. A veces se le llama "Opa Pícaro", que es un término no despectivo que se ocupa en el oriente boliviano para describir a una persona que siempre está buscando beneficio personal en algo de manera muy disimulada y bien picaresca.
Don Sinforoso por otro lado, es un personaje que simula ser de la clase alta (a pesar de ser lo contrario) y está siempre ostentando sus posesiones y logros en argumentos farsantes y con rebuscada fanfarronería, siendo lo opuesto al personaje de Juanoncho (mayormente víctima de los ardides de Sinforoso), que siempre resulta muy querido e identificado con la audiencia evitando que Sinforoso se salga con la suya. 
El argumento se centra en la contrariedad entre los dos alrededor de los diferentes núcleos dramáticos que se presentan (en un hotel, en una finca, en la ciudad, ect). En las seis novelas se desarrollan tramas con la similar base dramática y cómica acerca de la sociedad.

## Producción
- Producida inicialmente en el departamento del Beni, ganó popularidad y se continuó produciendo en Santa Cruz.
- En "Coraje salvaje" se filmó en zonas rurales de Santa Cruz de la Sierra y Trinidad (Beni) y la realización contó con la colaboración de estudiantes de Comunicación Social de la Universidad Autónoma Gabriel René Moreno.
- Sinforoso y Juanoncho eran personajes de teatro, caso similar se dio en la telenovela ecuatoriana La novela del cholito en donde se adaptó al personaje "Pepe Chalén" de David Reinoso, llevado la protagonizar un núcleo dramático. La distribución del elenco variaba entre temporadas donde los mismos actores tenían que interpretar a un nuevo personaje posteriormente, similar a la distribución de actores en la serie El Chapulín Colorado.
- La 5ª temporada "Indira" tuvo la colaboración del Primer Equipo de Trasplantes de Santa Cruz. Con este trabajo se pretendió reconstruir de forma novelada un hecho que conmocionó y sensibilizó a la población.
- La 6ª temporada desarrolló como tema central el avasallamiento de tierras.

## Filmografía
| Series de Cruceña de Televisión/Red Uno | Series de Cruceña de Televisión/Red Uno | Series de Cruceña de Televisión/Red Uno | Series de Cruceña de Televisión/Red Uno | Series de Cruceña de Televisión/Red Uno | Series de Cruceña de Televisión/Red Uno | Series de Cruceña de Televisión/Red Uno | Series de Cruceña de Televisión/Red Uno |
| Serie                                   | Temp.                                   | Episodios                               | Fechas de emisión                       | Fechas de emisión                       | Prodcutor ejecutivo                     |                                         |                                         |
| Serie                                   | Temp.                                   | Episodios                               | Primera emisión                         | Última emisión                          | Prodcutor ejecutivo                     |                                         |                                         |
| --------------------------------------- | --------------------------------------- | --------------------------------------- | --------------------------------------- | --------------------------------------- | --------------------------------------- | --------------------------------------- | --------------------------------------- |
| Amor en tiempo seco                     | 1                                       | —                                       | 1994                                    | 1994                                    | Nando Chavez                            |                                         |                                         |
| Hotelucho                               | 1                                       | —                                       | ?                                       | ?                                       | Nando Chavez                            |                                         |                                         |
| Chantaje de amor                        | 1                                       | —                                       | 1999                                    | 1999                                    | Nando Chavez                            |                                         |                                         |
| Coraje Salvaje                          | 1                                       | 50                                      | 6 de octubre de 2001                    | 14 de septiembre de 2002                | Nando Chavez                            |                                         |                                         |
| Series de Megavisión                    |                                         |                                         |                                         |                                         |                                         |                                         |                                         |
| Indira                                  | 1                                       | 17                                      | julio de 2005                           | agosto de 2005                          | Nando Chavez                            |                                         |                                         |
| Series de TVU Santa Cruz                |                                         |                                         |                                         |                                         |                                         |                                         |                                         |
| Los loteadores                          | 1                                       | —                                       | 17 de diciembre de 2011                 | 2011                                    | Nando Chavez                            |                                         |                                         |

## Elenco
Nando Chávez - Juanoncho / Sinforoso

Eneas Gentili - Amalia

Elías Serrano - Pascual

Fátima Gómez - Sirena / Rosario

Alexandra Apone - Matilde

Javier Yabeta	- Beto

Esther Tardío	

Yinmi Rodríguez	

Cindy Dellén

José Luis "Chino" Clavijo - Rigoberto

Guillermo Sicodowska

Vivian Vargas

Katherine Peláez
 Mario Barbery Moreno - Yetulio

## Recepción
Las producciones aunque son muy criticadas por la calidad de guion y actuación, ganaron aceptación por la iniciativa y las características costumbristas.

## Música
- Amor en tiempo seco 'Contigo por siempre' - Osman Yañez (tema de apertura 1ª t.)
- Juanoncho, Juanoncho (tema de apertura 2ª t.)
- Chantaje de amor - Fernando Terrazas (tema de apertura 3ª t.)
- Coraje - José L. Clavijo (tema de apertura 4ª t.)
- El Carretero
- La belleza...
- El chicote del perro - Autor: Javier Yabeta - Grupo Razzia
- Indira - Autor: Javier Yabeta - Arreglos musicales: Beltrán Roca (tema de apertura 5ª t.)
- Ausencia - Guísela Santa Cruz
- Taquirari - Los Cambitas (tema de cierre 6ª t.)